# Fortezze marittime Maunsell
Le fortezze marittime Maunsell (in inglese Maunsell Sea Forts) erano delle piccole piattaforme marittime poste sull'estuario dei fiumi Tamigi e Mersey durante la seconda guerra mondiale, come ulteriore difesa della Gran Bretagna da attacchi tedeschi. Prendono il nome dal loro ideatore, l'ingegnere Guy Maunsell.
Durante la guerra da queste fortezze si abbatterono 22 aerei tedeschi, 30 razzi V1 e si affondò una motosilurante S-Boot. Furono poi abbandonate dall'Esercito e dalla Marina inglesi negli anni cinquanta e successivamente utilizzate per altre attività. Una di queste vide la nascita del cosiddetto Principato di Sealand.

## Storia

### Il contesto e il progetto

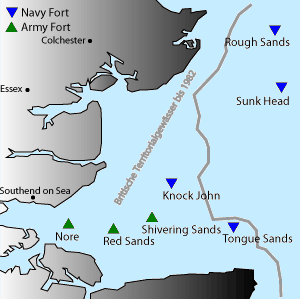
La posizione dei forti Maunsell

Nella seconda metà del 1940, dopo la caduta della Francia, i tedeschi cominciarono vari attacchi verso la Gran Bretagna, ormai isolata: navi vennero affondate nella Manica, aeroporti, fabbriche, altre infrastrutture e anche Londra furono bombardati dalla Luftwaffe. Lo stesso anno l'ammiragliato della Royal Navy incaricò uno dei suoi ingegneri, Guy Maunsell, di elaborare delle difese da porre davanti al Tamigi. Il programma venne chiamato Thames Estuary Special Defence Units, o TESDU, ma in seguito il nome venne cambiato in Uncle, da cui la sigla U per ogni forte.

### La costruzione del primo nucleo

Installazione in sede di un forte marittimo

Tra il febbraio e l'agosto del 1942 quattro delle fortezze marittime di Maunsell furono costruite al largo dell'estuario del Tamigi, per prevenire bombardamenti tedeschi nell'entroterra inglese, il posizionamento di mine navali di fronte al fiume o incursioni di motosiluranti contro le imbarcazioni. Potevano inoltre segnalare formazioni aeree o navali nemiche e avvertire i comandi dell'Esercito.
I forti erano delle chiatte assemblate a terra a Gravesend, sovrastate da due pilastri cavi in cemento larghi 8 metri e alti 20. Tali chiatte venivano rimorchiate fino al luogo prescelto (in genere una secca) e in seguito affondate; veniva poi costruita una piattaforma sopra i piloni sporgenti dall'acqua. Tutte erano equipaggiate con radar, due cannoni antiaerei da 94 mm e altri due da 40 mm, e ospitavano un equipaggio di oltre 100 uomini, che trovavano alloggio nei sette piani ricavati nelle sezioni dei pilastri che sorreggevano il forte stesso. Le installazioni erano dotate anche di una gru e di una scialuppa. I nomi dei forti erano Rough Sands (U1), Sunk Head (U2), Tongue Sands (U3) e Knock John (U4).

### Le piattaforme delBritish Army
Nel 1943 la British Army costruì tre forti più vicini alle spiagge, nomi in codice Nore (U5), Red Sands (U6) e Shivering Sands (U7), e altri tre sulla foce del Mersey, in Inghilterra nord-occidentale. I complessi dell'Esercito erano composti da sei casematte sostenute da quattro piloni di cemento collegate con pontili metallici a un settimo forte al centro. Quattro dei forti erano muniti di un cannone antiaereo a tiro rapido - quick-firing - da 3,75 pollici (95 mm), un forte di due Bofors 40 mm, un altro aveva un proiettore da ricerca e il fortino centrale era sormontato da un'antenna radar. Il personale contava 165 uomini per ognuno dei tre complessi. Vennero però smantellati subito dopo la guerra a causa dell'instabilità del fondale.

### Dal secondo dopoguerra a oggi

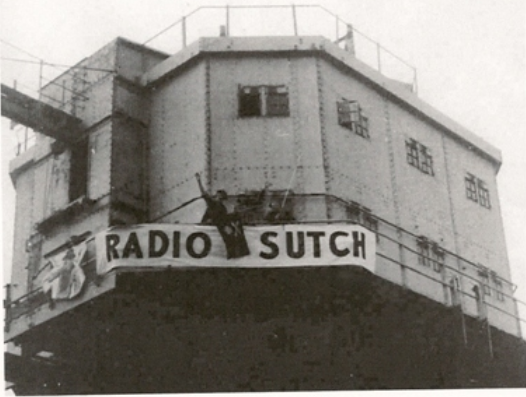
Shivering Sands occupato da Radio Sutch

Nel 1953 la nave norvegese Baalbeck andò a collidere con una di queste fortezze, la U5 Nore, distruggendo due torrette, compresi armi e radar, e uccidendo 4 civili; Le rovine vennero considerate un pericolo per la navigazione e il complesso fu smantellato interamente nel 1960. La fortezza U2 Sunk Head venne distrutta dal Genio Militare britannico negli anni sessanta perché pericolosa; il forte U3 Tongue Sands, invece, crollò dopo una tempesta nel 1996.
Nel 1963 una delle torri della U7 Shivering Sands fu persa dopo lo speronamento da parte della nave Riversborg. Nel 1964 l'autorità portuale di Londra posizionò dei sensori per il vento e la marea sulla torre del proiettore, rimasta isolata dalle altre torri dopo l'incidente dell'anno precedente.
A partire dagli anni sessanta, alcune delle piattaforme in migliori condizioni divennero sedi di varie radio pirata: nel 1964 Screaming Lord Sutch fondò Radio Sutch, poi diventata Radio City, su Shivering Sands; Tom Pepper creò nello stesso anno su Red Sands Radio Invicta, poi divenuta KING Radio e Radio 390. Su Sunk Head venne invece fondata Radio Tower. Le radio pirata vennero infine chiuse dal governo britannico nel 1967 a causa della morte di Reginald Calvert, in una lite riguardo Radio City.
Nel 1965 Paddy Roy Bates si installò nel forte Knock John, fondando la radio pirata Radio Essex, rinominata in seguito Britain's Better Music Station (BBMS). Occupò poi Roughs Sands, da dove svolgerà diverse attività per rivendicare l'indipendenza dalla Gran Bretagna della piattaforma, battezzandola "Principato di Sealand", sfruttando il fatto che sorgeva fuori dalle acque territoriali inglesi. La Gran Bretagna comunque modificò in seguito la definizione delle proprie acque territoriali e attualmente la piattaforma ne è inclusa. L'indipendenza del forte "Rough Sands" (Sealand) non è mai stata riconosciuta da alcuno Stato.
Dal 2003 il Progetto Redsand si occupa di restaurare e conservare l'omonimo forte.
Durante l'estate del 2005 l'artista Stephen Turner decise di provare la sensazione di trascorrere del tempo all'interno di una di queste fortezze, per sperimentare l'esperienza di isolamento.

## Nei media
- Nel 1966 il complesso di forti di Red Sands fecero da sfondo all'episodio Not So Jolly Roger della serie televisiva Gioco pericoloso.
- Sempre le fortezze di Red Sands fanno da ambientazione nel 1968 ai sei episodi Fury from the Deep della serie TV Doctor Who.

## Galleria d'immagini

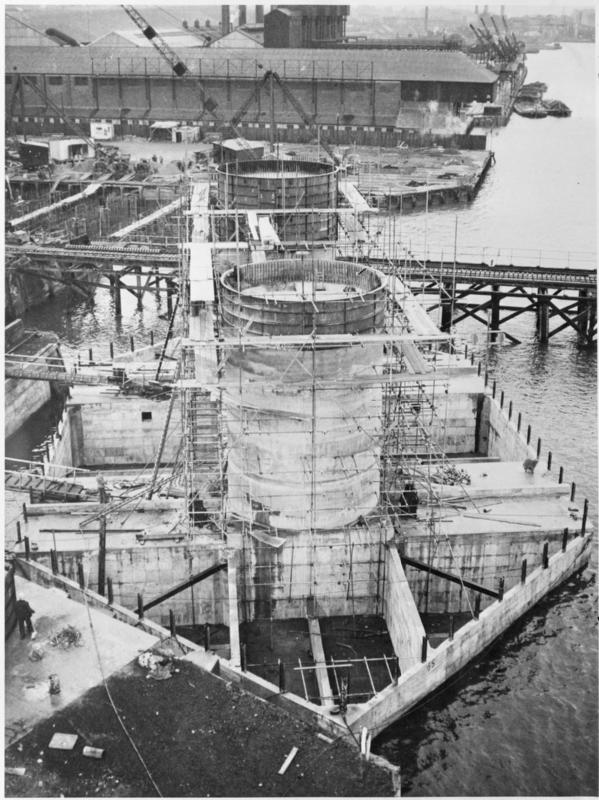
Assemblaggio dei forti della Marina
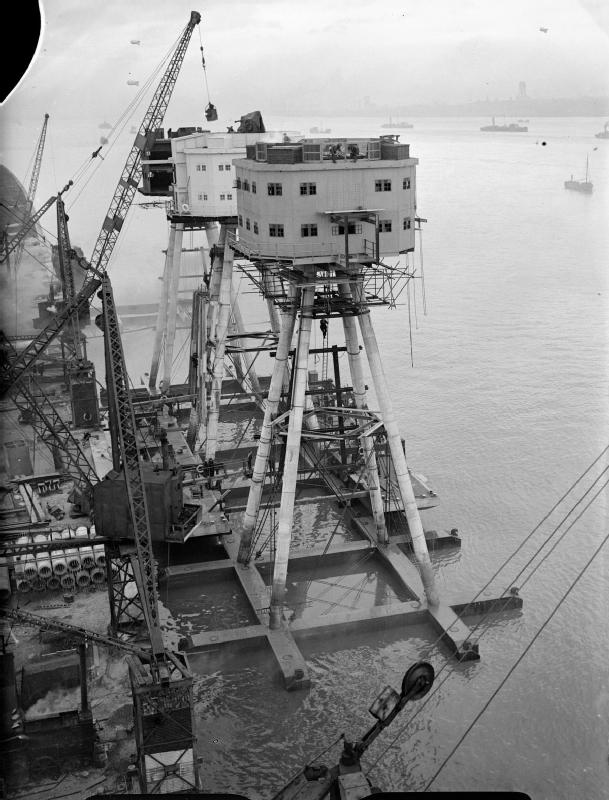
Assemblaggio dei forti dell'Esercito
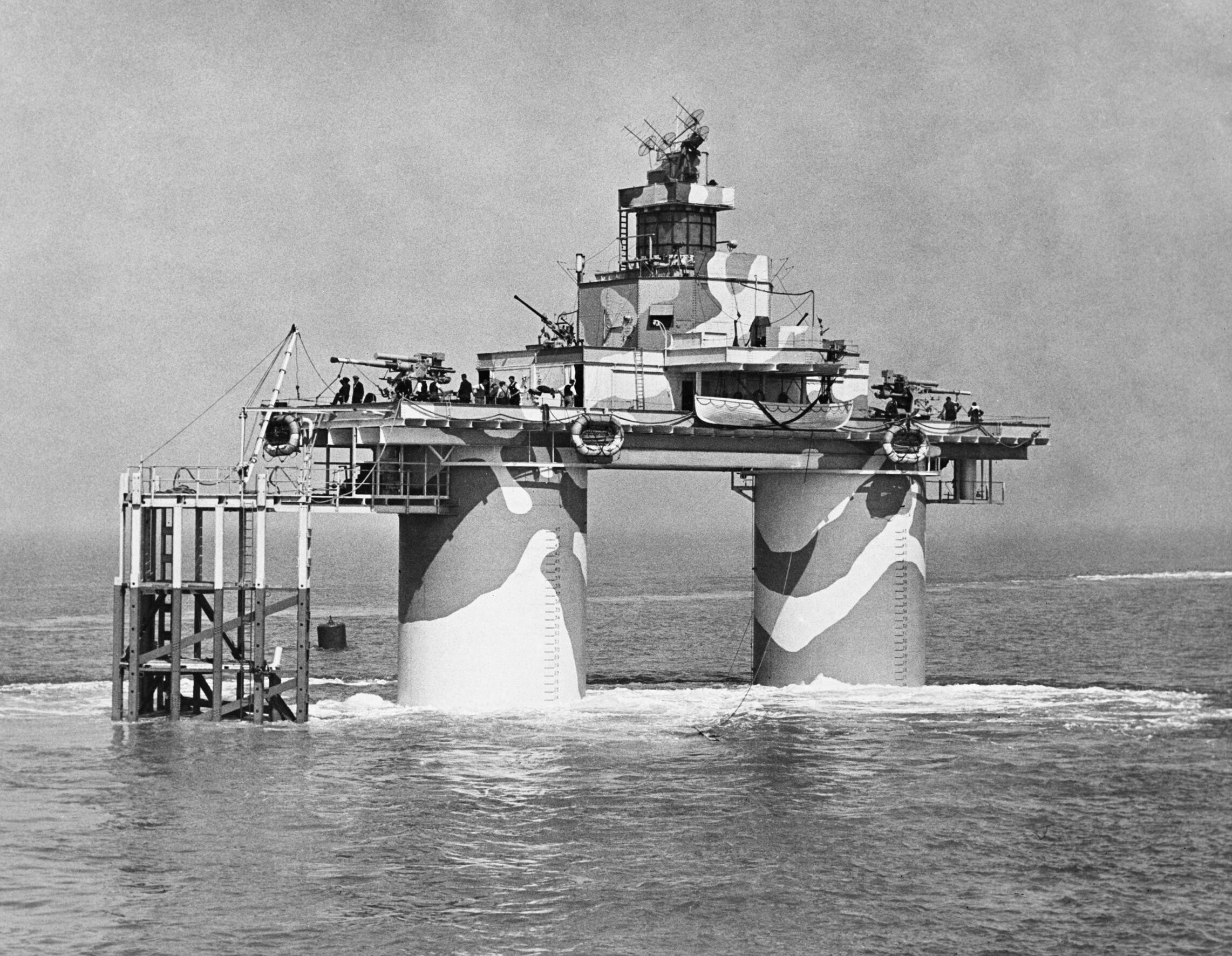
Forte della Marina nel 1943
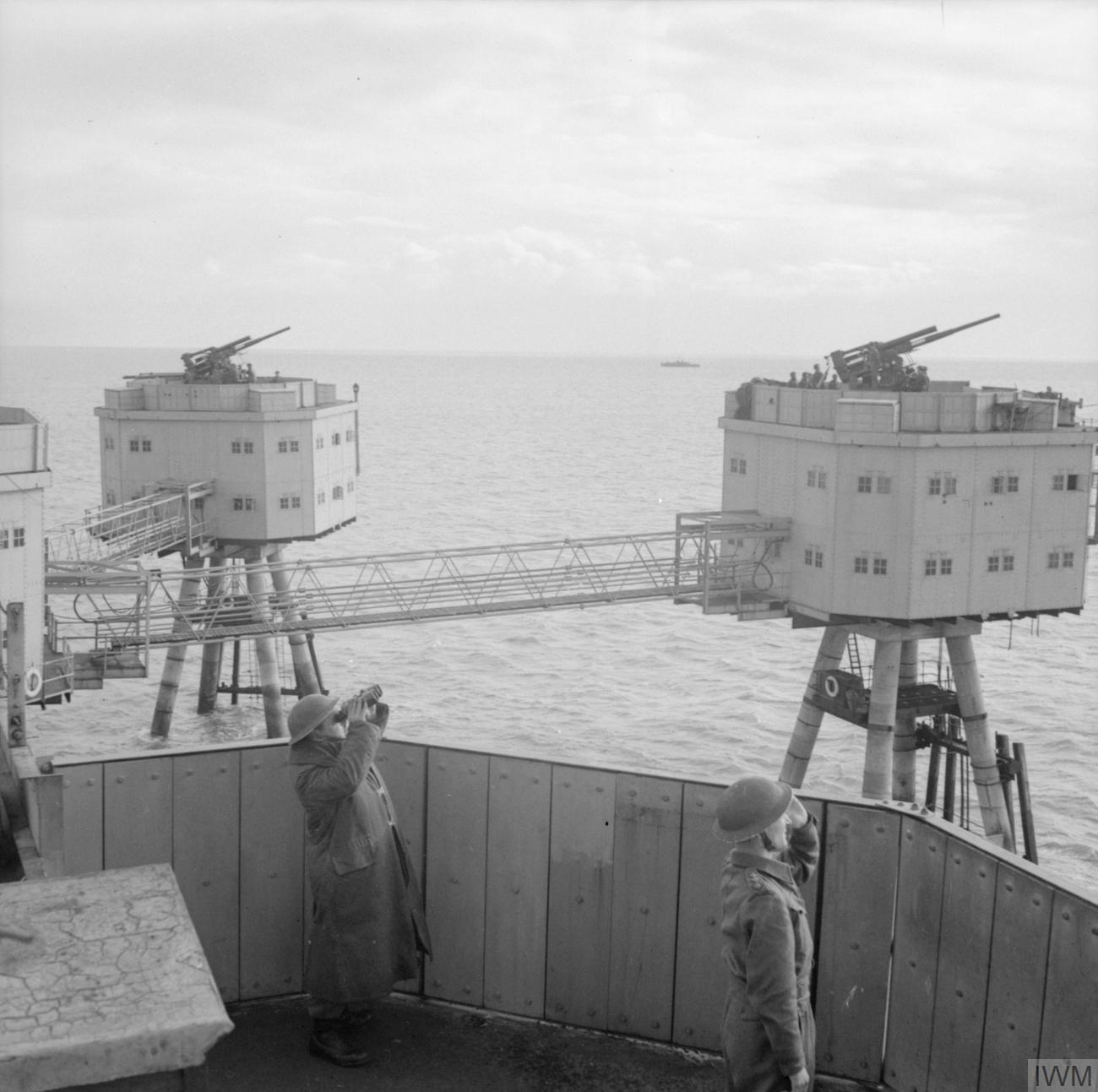
Forti dell'Esercito nel 1943
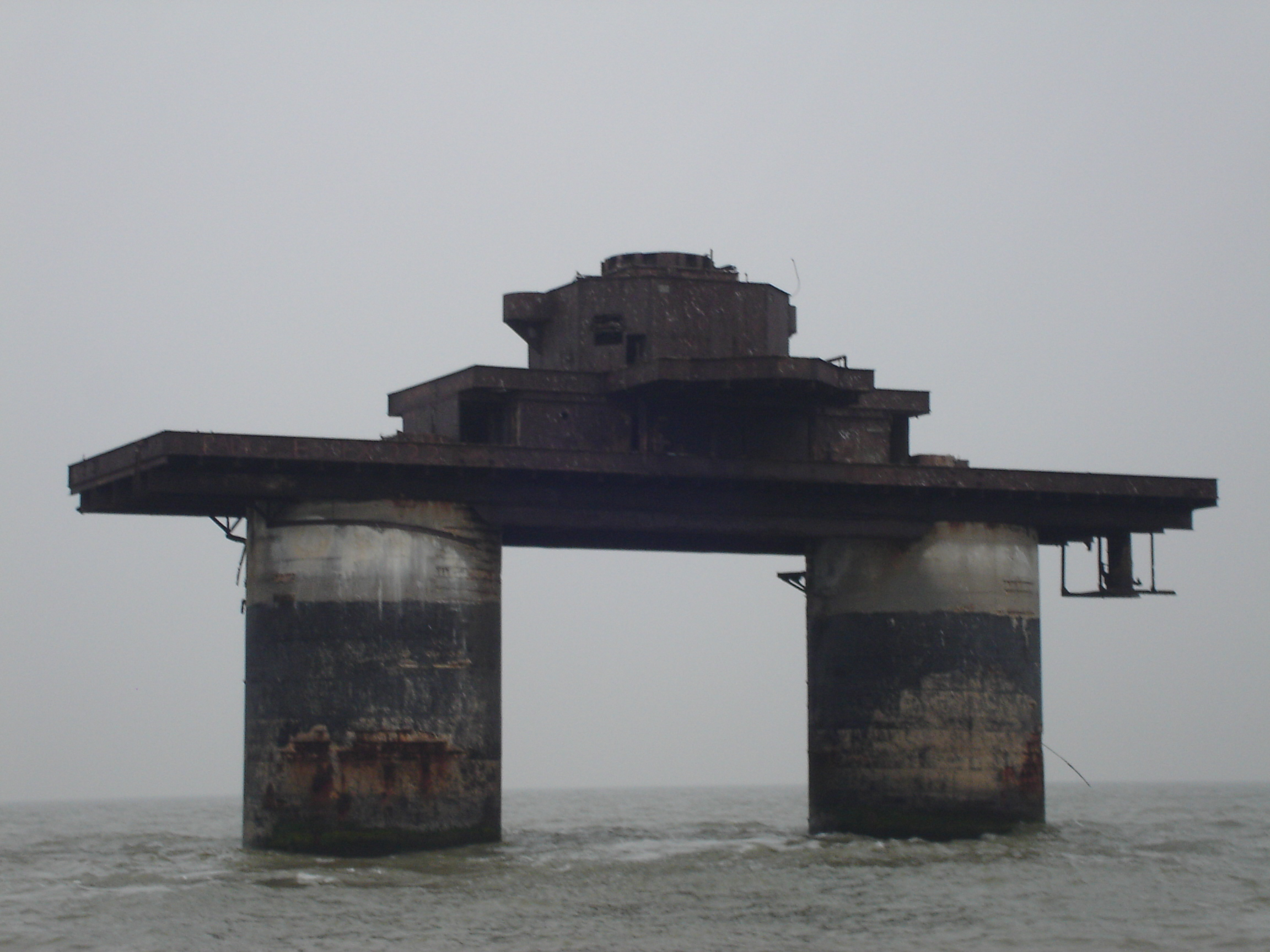
Il forte della Marina Knock John nel 2006
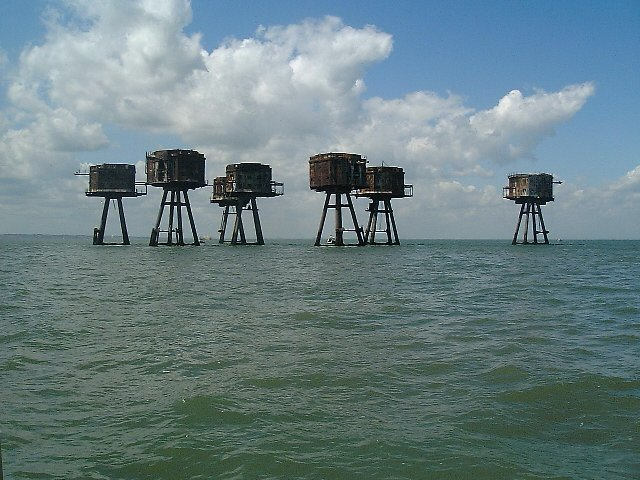
Il forte dell'Esercito Red Sands nel 2001